# ZNF396
ZNF396 (англ. Zinc finger protein 396) – білок, який кодується однойменним геном, розташованим у людей на довгому плечі 18-ї хромосоми. Довжина поліпептидного ланцюга білка становить 335 амінокислот, а молекулярна маса — 38 612.
| 10         |  | 20         |  | 30         |  | 40         |  | 50         |
| ---------- |  | ---------- |  | ---------- |  | ---------- |  | ---------- |
| MSAKLGKSSS |  | LLTQTSEECN |  | GILTEKMEEE |  | EQTCDPDSSL |  | HWSSSYSPET |
| FRQQFRQFGY |  | QDSPGPHEAL |  | SRLWELCHLW |  | LRPEVHTKEQ |  | ILELLVLEQF |
| LAILPKELQA |  | WVQKHHPENG |  | EETVTMLEDV |  | ERELDGPKQI |  | FFGRRKDMIA |
| EKLAPSEITE |  | ELPSSQLMPV |  | KKQLQGASWE |  | LQSLRPHDED |  | IKTTNVKSAS |
| RQKTSLGIEL |  | HCNVSNILHM |  | NGSQSSTYRG |  | TYEQDGRFEK |  | RQGNPSWKKQ |
| QKCDECGKIF |  | SQSSALILHQ |  | RIHSGKKPYA |  | CDECAKAFSR |  | SAILIQHRRT |
| HTGEKPYKCH |  | DCGKAFSQSS |  | NLFRHRKRHI |  | RKKVP      |  |            |

A: Аланін

C: Цистеїн

D: Аспарагінова кислота

E: Глутамінова кислота

F: Фенілаланін

G: Гліцин

H: Гістидин

I: Ізолейцин

K: Лізин

L: Лейцин

M: Метіонін

N: Аспарагін

P: Пролін

Q: Глутамін

R: Аргінін

S: Серин

T: Треонін

V: Валін

W: Триптофан

Кодований геном білок за функцією належить до репресорів. 
Задіяний у таких біологічних процесах, як транскрипція, регуляція транскрипції, альтернативний сплайсинг. 
Білок має сайт для зв'язування з іонами металів, іоном цинку, ДНК. 
Локалізований у цитоплазмі, ядрі.